# Liste der FFH-Gebiete in der Autonomen Gemeinschaft Baskenland

Flagge des Baskenlandes

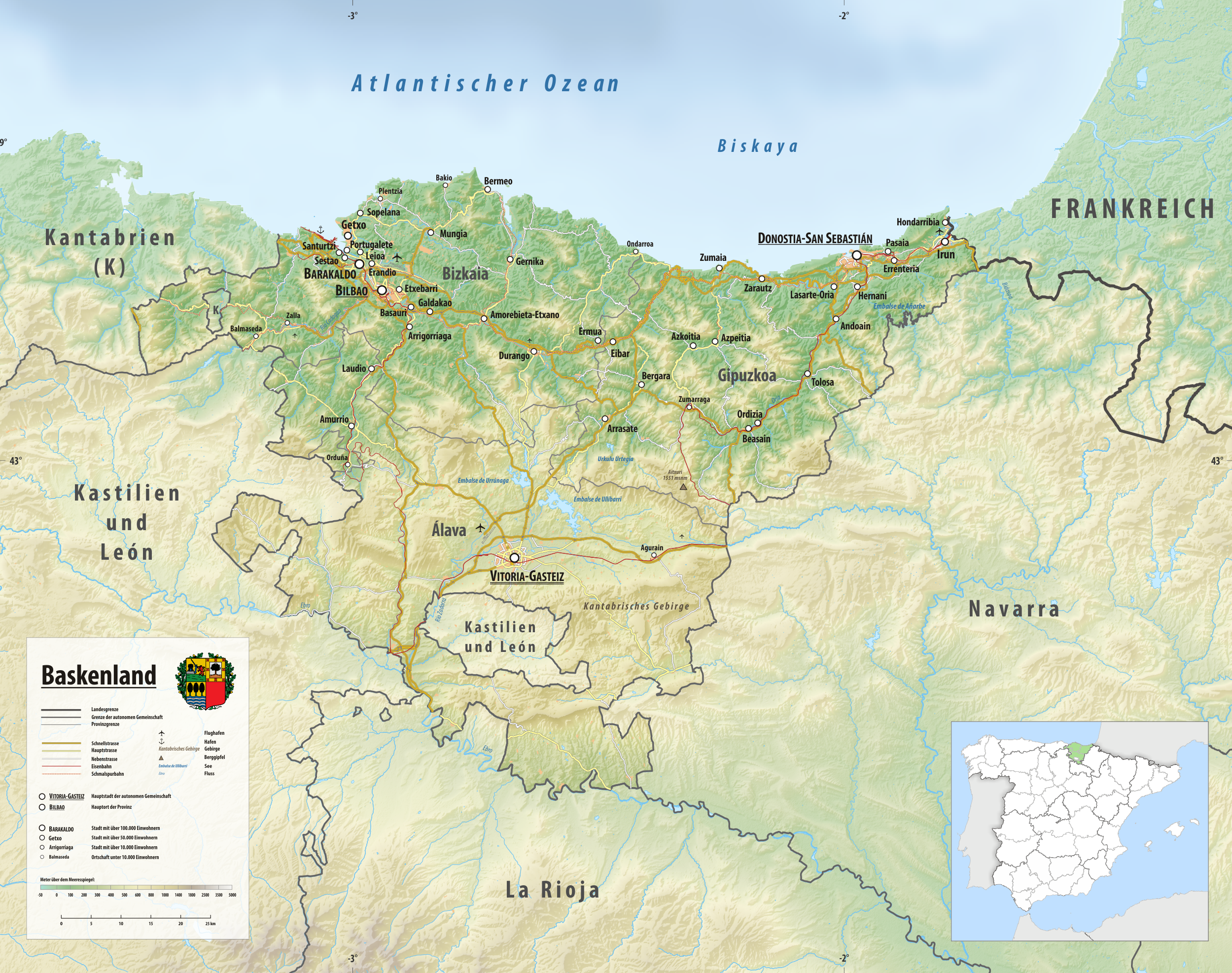
Karte des Baskenlandes

Diese sortierbare Liste führt die 51 Fauna-Flora-Habitat-Gebiete in der zu Spanien gehörenden autonomen Gemeinschaft Baskenland. Die Gebiete gehören zum europäischen Schutzgebietsnetz Natura 2000.

## Hinweise zu den Angaben in der Tabelle
- Gebietsname: Amtliche Bezeichnung des Schutzgebiets
- Bild/Commons: Bild und Link zu weiteren Bildern aus dem Schutzgebiet
- WDPA-ID: Link zum Schutzgebiet in der World Database on Protected Areas
- EEA-ID: Link zum Schutzgebiet in der Datenbank der European Environment Agency (EEA)
- Lage: Geografischer Standort
- Fläche: Gesamtfläche des Schutzgebiets in Hektar
- Bemerkungen: Besonderheiten und Anmerkungen

Bis auf die Spalte Lage sind alle Spalten sortierbar.

## Tabelle
| Gebietsname                                                                 | Bild/Commons | WDPA-ID | EEA-ID    | Lage | Fläche ha | Bemerkungen |
| --------------------------------------------------------------------------- | ------------ | ------- | --------- | ---- | --------- | ----------- |
| Urkabustaizko irla-hariztiak / Robledales isla de Urkabustaiz               |              |         | ES2110003 | ⊙    | 276,8     |             |
| Arkamu-Gibillo-Arrastaria                                                   |              |         | ES2110004 | ⊙    | 11.648,9  |             |
| Omecillo-Tumecillo ibaia / Río Omecillo-Tumecillo                           |              |         | ES2110005 | ⊙    | 132,6     |             |
| Baia ibaia / Río Baia                                                       |              |         | ES2110006 | ⊙    | 448,4     |             |
| Caicedo Yuso eta Arreoko lakua / Lago de Caicedo Yuso y Arreo               |              |         | ES2110007 | ⊙    | 148,3     |             |
| Ebro ibaia / Río Ebro                                                       |              |         | ES2110008 | ⊙    | 549,8     |             |
| Gorbeia                                                                     |              |         | ES2110009 | ⊙    | 20.226,5  |             |
| Zadorra ibaia / Río Zadorra                                                 |              |         | ES2110010 | ⊙    | 334,1     |             |
| Zadorraren sistemako urtegiak / Embalses del sistema del Zadorra            |              |         | ES2110011 | ⊙    | 2.716,8   |             |
| Ihuda ibaia / Río Ihuda (Ayuda)                                             |              |         | ES2110012 | ⊙    | 66,4      |             |
| Arabako lautadako irla-hariztiak / Robledales isla de la llanada alavesa    |              |         | ES2110013 | ⊙    | 246,0     |             |
| Salburua                                                                    |              |         | ES2110014 | ⊙    | 217,5     |             |
| Gasteizko mendi garaiak / Montes altos de Vitoria                           |              |         | ES2110015 | ⊙    | 2.227,7   |             |
| Aldaiako mendiak / Montes de Aldaia                                         |              |         | ES2110016 | ⊙    | 1.121,0   |             |
| Barrundia ibaia / Río Barrundia                                             |              |         | ES2110017 | ⊙    | 98,1      |             |
| Arabako hegoaldeko mendilerroak / Sierras meridionales de Álava             |              |         | ES2110018 | ⊙    | 18.515,0  |             |
| Izki                                                                        |              |         | ES2110019 | ⊙    | 9.482,1   |             |
| Ega-Berron ibaia / Río Ega-Berron                                           |              |         | ES2110020 | ⊙    | 226,5     |             |
| Guardiako aintzirak / Lagunas de Laguardia                                  |              |         | ES2110021 | ⊙    | 79,7      |             |
| Entzia                                                                      |              |         | ES2110022 | ⊙    | 10.006,4  |             |
| Arakil ibaia / Río Arakil                                                   |              |         | ES2110023 | ⊙    | 30,1      |             |
| Valderejo-Sobrón-Árcenako mendilerroa / Valderejo-Sobrón-Sierra de Árcena   |              |         | ES2110024 | ⊙    | 6.670,5   |             |
| Arno                                                                        |              |         | ES2120001 | ⊙    | 1.121,6   |             |
| Aizkorri-Aratz                                                              |              |         | ES2120002 | ⊙    | 15.937,4  |             |
| Izarraitz                                                                   |              |         | ES2120003 | ⊙    | 1.605,5   |             |
| Urolako itsasadarra / Ría del Urola                                         |              |         | ES2120004 | ⊙    | 112,0     |             |
| Oria Garaia / Alto Oria                                                     |              |         | ES2120005 | ⊙    | 152,1     |             |
| Pagoeta                                                                     |              |         | ES2120006 | ⊙    | 1.365,2   |             |
| Garate-Santa Barbara                                                        |              |         | ES2120007 | ⊙    | 160,5     |             |
| Hernio-Gazume                                                               |              |         | ES2120008 | ⊙    | 2.216,8   |             |
| Iñurritza                                                                   |              |         | ES2120009 | ⊙    | 81,3      |             |
| Oriako itsasadarra / Ría del Oria                                           |              |         | ES2120010 | ⊙    | 189,5     |             |
| Aralar                                                                      |              |         | ES2120011 | ⊙    | 10.953,8  |             |
| Araxes ibaia / Río Araxes                                                   |              |         | ES2120012 | ⊙    | 64,2      |             |
| Leitzaran ibaia / Río Leitzaran                                             |              |         | ES2120013 | ⊙    | 91,9      |             |
| Ulia                                                                        |              |         | ES2120014 | ⊙    | 42,2      |             |
| Urumea ibaia / Río Urumea                                                   |              |         | ES2120015 | ⊙    | 73,3      |             |
| Aiako harria                                                                |              |         | ES2120016 | ⊙    | 6.806,3   |             |
| Jaizkibel                                                                   |              |         | ES2120017 | ⊙    | 2.469,8   |             |
| Txingudi-Bidasoa                                                            |              |         | ES2120018 | ⊙    | 139,1     |             |
| Armañón                                                                     |              |         | ES2130001 | ⊙    | 3.004,1   |             |
| Ordunte                                                                     |              |         | ES2130002 | ⊙    | 4.343,5   |             |
| Barbadungo Itsasadarra / Ría del Barbadun                                   |              |         | ES2130003 | ⊙    | 49,8      |             |
| Astondoko haremunak / Dunas de Astondo                                      |              |         | ES2130004 | ⊙    | 5,2       |             |
| Gaztelugatxeko Doniene / San Juan de Gaztelugatxe                           |              |         | ES2130005 | ⊙    | 157,8     |             |
| Urdaibaiko ibai sarea / Red fluvial de Urdaibai                             |              |         | ES2130006 | ⊙    | 1.327,7   |             |
| Urdaibaiko itsasertzak eta padurak / Zonas litorales y marismas de Urdaibai |              |         | ES2130007 | ⊙    | 1.009,6   |             |
| Urdaibaiko artadi kantauriarrak / Encinares cantábricos de Urdaibai         |              |         | ES2130008 | ⊙    | 1.582,8   |             |
| Urkiola                                                                     |              |         | ES2130009 | ⊙    | 6.020,5   |             |
| Lea ibaia / Río Lea                                                         |              |         | ES2130010 | ⊙    | 110,4     |             |
| Artibai ibaia / Río Artibai                                                 |              |         | ES2130011 | ⊙    | 139,0     |             |